# Eupithecia laricis
Eupithecia laricis är en fjärilsart som beskrevs av Adolph Speyer 1873. Eupithecia laricis ingår i släktet Eupithecia och familjen mätare. Inga underarter finns listade i Catalogue of Life.